# Коваленко Анатолій Андрійович
Коваленко Анатолій Андрійович (нар. 26 травня 1955, с. Стара Гута, нині Шосткинського району Сумської області) — український громадсько-політичний діяч, науковець, кандидат юридичних наук, доктор політичних наук, професор (2004); президент Громадського фонду Святого Андрія Первозванного (з 1997); член президії Асоціації місцевих і регіональних влад України. Заслужений будівельник України (1997).

## З життєпису
Народився 26 травня 1955 року в селі Стара Гута на Сумщині в сім'ї Андрія Дмитровича (1922—1994) та Марії Броніславівни (1931—2004) Коваленків.
У 1977 р. закінчив з відзнакою Київський інженерно-будівельний інститут.
Працював інженером, старшим інженером проєктно-конструкторської групи тресту «Київспецбуд» Головкиївміськбуду (1977—1981), потім — виконробом, начальником виробничо-технічного відділу, з червня 1984 р. — головним інженером будівельно-монтажного управління № 3 тресту «Київспецбуд» Головкиївміськбуду.

## Громадсько-політична діяльність
- З грудня 1986 р. — заступник голови, з вересня 1991 р. — перший заступник голови виконкому Печерської райради народних депутатів міста Києва.
- З квітня 1992 р. — перший заступник голови Печерської райдержадміністрації міста Києва.
- З травня 1993 р. — Представник Президента України в Печерському районі міста Києва.
- З липня 1994 р. — голова Печерської райради народних депутатів.
- З вересня 1995 р. — голова Печерська райдержадміністрації міста Києва.
- З жовтня 2001 р. — голова Печерської районної у місті Києві держадміністрації.
- Жовтень 2001 р. — травень 2006 р. — голова Печерської районної у місті Києві держадміністрації.
- З липня 1994 по квітень 2006 — голова Печерської районної у місті Києві ради.

Народний депутат Верховної Ради України II скликання (1995—1998). Член групи «Реформи», член Комітету з питань бюджету.
Голова Сумського земляцтва у місті Києві (2003—2005), член Ради земляцтва.
Депутат Київської міськради (2006—2008), керівник депутатської фракції «Народного блоку Литвина», голова Постійної комісії з питань екологічної політики (2006—2008).
Президент Громадського фонду Святого Андрія Первозванного, метою якого є примноження духовної спадщини України.

## Наукова діяльність
Основні напрями наукових досліджень — державне будівництво, розвиток місцевого самоврядування, правові засади державної влади в Україні.
У 1997 році захистив дисертацію на здобуття наукового ступеня кандидата юридичних наук «Конституційно-правове регулювання місцевого самоврядування в Україні: питання теорії та практики» (Київський національний університет імені Тараса Шевченка), у 2003 році — докторську дисертацію на здобуття наукового ступеня доктора політичних наук «Становлення і розвиток виконавчої влади в Україні» (Чернівецький національний університет імені Юрія Федьковича).
Професор кафедри політичних наук Київського національного університету будівництва і архітектури (2002—2015).
Член-кореспондент Української академії політичних наук (2006).
Провідний науковий співробітник відділу правових проблем політології Інституту держави і права імені В. М. Корецького Національної академії наук України.
Автор понад 100 наукових праць, зокрема: «Розвиток виконавчої влади в Україні на сучасному етапі: Теорія і практика», «Теорія і практика місцевого самоврядування в Україні», «Суспільна трансформація і державне управління в Україні. Політико-правові детермінанти», «Державна символіка України», «Запобігання дискримінації в Україні в контексті європейської інтеграції» (2015), «Політико-правові засади трансформації партійної системи України» (2016) та ін.

## Особисте життя
Дружина Ганна Миколаївна (1955), сини Анатолій (1978) та Артем (1987).
Захоплення — полювання.

## Нагороди
- Орден «За заслуги» III (1999), II (2001), I ступенів (2005).
- Орден Данила Галицького (2004).
- Почесна грамота Кабінету Міністрів України (2000).